# Pourquoi chercher plus loin
Pourquoi chercher plus loin est une émission de télévision française consacrée aux richesses naturelles, culturelles et patrimoniales des régions du Nord et de l’Est de la France.

## Épisodes
En mars 2017, l'émission compte 208 épisodes (la date indiquée est celle de la première diffusion) :
1. La face cachée de la conquête spatiale, samedi 13 octobre 2012, réalisation  : F. Fiolet, avec Michel Chevalet et Julien Duquenne, Nord-Pas-de-Calais
2. La renaissance du Boulingrin, samedi 17 novembre 2012, réal. B. Lichte, Champagne-Ardenne
3. La Ligne Maginot, dimanche 25 novembre 2012, réal. J. Will, Lorraine
4. Luxe made in Lorraine, dimanche 2 décembre 2012, réal. J. Plessy
5. François et Sophie Rude, citoyens de la liberté, samedi 15 décembre 2012, réal. P. Nales, Bourgogne
6. Le Louvre-Lens, un musée à part entière, samedi 1er mars 2014, réal. F. Fiolet, Nord-Pas-de-Calais
7. Les Mystères du Pays du Der, jeudi 12 décembre 2013, réal. B. Litche, Champagne-Ardenne
8. Besançon à la mesure du temps, samedi 19 janvier 2013, réal. P. Cholbi, Franche-Comté
9. Le Familistère, un monde nouveau, dimanche 27 janvier 2013, réal. F. Cauwel, Picardie
10. Les Glorieuses de Bresse, samedi 2 février 2013, réal. L. Soulard, Bourgogne
11. Mulhouse, les musées des temps modernes, samedi 6 avril, réal. G. Meich, Alsace
12. Mémoire du Creusot, samedi 13 avril 2013, réal. B Lichte, Bourgogne
13. Strasbourg, le quartier de la Neustadt, dimanche 17 mars 2013, réal. G. Lachaux, avec Jean-Louis Hess, Alsace
14. Ronchamp, une colline habitée, dimanche 3 mars, réal. Isabelle Brunnarius, Franche-Comté
15. Épinal, la ville aux 1 000 images, dimanche 7 avril 2013, réal. M. Perroud, Lorraine
16. Le Jura blanc, dimanche 10 mars 2013, réal. J.M Dury, Franche-Comté
17. Le Sel de la Terre, dimanche 14 mars 2013, réal. J.M. Dury, Franche-Comté
18. Le bassin minier du Nord-Pas-de-Calais, samedi 27 avril 2013, réal. Georges Tillard, avec Achille Blondeau, Désiré Lefait, Jean Marie Minot, Philippe Frutier et Patrick Offe
19. De Vix à Alesia au temps des Gaules, vendredi 6 septembre 2013, réal. J.M Dury, Bourgogne
20. Langres à la source de Diderot, jeudi 10 septembre 2013, réal. G. Lachaux, Champagne-Ardenne
21. La Ligne des hirondelles, dimanche 19 mai 2013, réal. S. Gillet, Franche-Comté
22. U4, les nouveaux feux d'Uckange, samedi 25 mai 2013, réal. J. Plessy, Lorraine
23. Les Monts des Flandres, samedi 23 mars 2014, réal. G. Tillard, Nord-Pas-de-Calais
24. Sedan, fierté ardennaise, samedi 8 juin 2013, réal. B. Lichte, Champagne-Ardenne
25. Les Routes du comté, dimanche 15 septembre 2013, réal. G. Meich, Franche-Comté
26. Tournus la gourmande, dimanche 15 septembre 2013, réal. T. Bœuf, Bourgogne
27. Compiègne, cité impériale, samedi 28 septembre 2013, réal. F. Cauwel, Picardie
28. Les faïenciers de Nevers, dimanche 22 septembre 2013, réal. L. Mahé, Bourgogne
29. Vosges aux sources du thermalisme, samedi 21 septembre 2013, réal. C. Rémy, Lorraine
30. Metz la nature en ville, samedi 5 octobre 2013, réal. S. Pierrel, Lorraine
31. La montagne de Reims, samedi 28 septembre 2013, réal. A.C. Musset, Champagne-Ardenne
32. Chantilly, aux racines du grand Le Nôtre, samedi 2 novembre 2013, réal. G. Tillard, Picardie
33. La pêche en Franche-Comté, vendredi 27 septembre 2013, réal. T. Cerciat
34. La ligne bleue des Vosges, samedi 5 avril 2014, réal. A. Chrétien, Lorraine
35. Au cœur des beffrois, samedi 26 octobre 2013, réal. C. Behague, Nord-Pas-de-Calais
36. Des charolaises bien élevées, dimanche 15 décembre 2013, réal. P. Cholbi, Bourgogne
37. Ardennes, terre du sanglier, samedi 2 novembre 2013, réal. B. Lichte, avec Eric Sléziak, Champagne-Ardenne
38. Les canaux de Bourgogne, dimanche 13 octobre 2013, réal. B. Lichte
39. Mille étangs, mille facettes, dimanche 6 octobre 2013, réal. J.M Dury, Franche-Comté
40. Troyes, capitale du vitrail, samedi 19 octobre 2013, réal. C. Rémy, Champagne-Ardenne
41. Caps au nord, samedi 22 mars 2014, réal. F Cauwel, Nord-Pas-de-Calais
42. Les Crayères de Reims, samedi 25 janvier 2014, réal. C. Rémy, Champagne-Ardenne
43. Vauban et ses forteresses, jeudi 12 décembre 2013, réal. C Jarosz, Franche-Comté
44. Matisse et le Cateau-Cambrésis, samedi 3 mai 2014, réal. H. Desplanques, Nord-Pas-de-Calais
45. Le Vent des Forêts, samedi 19 avril 2014, réal. A. Chrétien, Lorraine
46. L’église Sainte-Bernadette de Nevers, dimanche 19 janvier 2014, réal. Hanami, Bourgogne
47. Charleville-Mézières, ville rêvée, lundi 5 mai 2014, réal. H. Desplanques, Champagne-Ardenne
48. Sars-Poteries, terre de verre, dimanche 30 mars 2014, réal. M. Place, Nord-Pas-de-Calais
49. Belle Somme, samedi 8 mars 2014, réal. F Cauwel, Picardie
50. Sens, première cathédrale gothique, vendredi 5 septembre 2014, Bourgogne
51. Sur la route des géants, jeudi 19 juin 2014, réal. P. Hornberger, Lorraine
52. A la découverte du Jura souterrain, dimanche 2 mars 2014, réal. T. Cerciat, Franche-Comté
53. Épernay : lumière sur l’avenue de Champagne, samedi 26 avril 2014, réal. A.C. Musset, avec Pascal Pécriaux et Séverine Adam, Champagne-Ardenne
54. Fermes comtoises, une vie au cœur du temps, dimanche 9 mars 2014, réal. G. Lachaux, Franche-Comté
55. Haut–Jura, Hautes-Combes, dimanche 12 janvier 2014, réal. Seppia, Franche-Comté
56. Les nouveaux Morvandiaux, dimanche 23 mars 2014, réal Pierre Cholbi, Bourgogne
57. Les fonderies d’art de Haute-Marne, samedi 10 janvier 2015, réal. Y. Entenich, Champagne-Ardenne
58. Fay Billot au cœur de la vannerie, samedi 1er mars 2014, réal. C. Rémy, Champagne-Ardenne
59. Les chevaux comtois, dimanche 20 avril 2014, réal. L. Mahé, Franche-Comté
60. Jules Verne, en Somme, samedi 10 mai 2014, réal. G. Tillard, avec Alexandre Tarrieu, Philippe Valetoux et Samuel Sadaune, Picardie
61. La ligne des horlogers, dimanche 6 avril 2014, réal. M. Béasse, Franche-Comté
62. La madeleine de Commercy, samedi 13 septembre 2014, réal. Julien Sesia, Lorraine
63. Les luthiers de Mirecourt, samedi 21 juin 2014, réal. Y. Entenich, Lorraine
64. Napoléon en Champagne et en Brie, samedi 17 mai 2014, réal. S. Pierrel, Champagne-Ardenne
65. Gustave Courbet au fil de la Loue, dimanche 1er juin 2014, réal. G. Lachaux, Franche-Comté
66. Belfort fière et sereine, dimanche 13 avril 2014, réal. Christophe Jarosz, Franche-Comté
67. Dole en perspective, dimanche 19 octobre 2014, réal. J.Will, Franche-Comté
68. Jeanne d’Arc par quatre chemins, samedi 4 octobre 2014, réal. R. Latouche, Lorraine
69. L’école en mouvement, vendredi 12 septembre 2014, réal. P. Cholbi, Bourgogne
70. Ardenne, terre de légendes, samedi 27 septembre 2014, réal. B. Lichte, avec Hervé Gourdet, Albert Moxhet, Franck Delatour, Philippe Boudard et Jean-Marie Lecomte, Champagne-Ardenne
71. Chantilly, passion cheval, dimanche 25 mai 2014, réal. G. Tillard, Picardie
72. Bibracte, une ville gauloise dans le Morvan, dimanche 8 juin 2014, réal. M. Hannon, Bourgogne
73. Autour de la forêt d’Orient, samedi 15 novembre 2014, J.M. Dury, Champagne-Ardenne
74. Sainte-Ménéhould, l’argonnaise, samedi 20 septembre 2014, réal. A. C Musset, Champagne-Ardenne
75. Terrot : une moto de légende, dimanche 5 octobre 2014, réal. P. Cholbi, Bourgogne
76. Les tuiles vernissées de Bourgogne, dimanche 12 octobre 2014, réal. B. Lichte, avec Catherine Baradel, Bourgogne
77. Pierrefonds, un rêve de château, dimanche 21 septembre 2014, avec G. Tillard, Picardie
78. La mémoire du marais, dimanche 30 novembre 2014, réal. H. Desplanques, Nord Pas-de-Calais
79. Le Front oublié de la grande guerre, dimanche 15 juin 2014, réal. O. Sarrasin, Nord-Pas-de-Calais
80. Laon, la montagne couronnée, dimanche 30 novembre 2014, réal François Cauwel, Picardie
81. Valloires, un jardin chez les cisterciens, dimanche 26 octobre 2014, réal. Frédéric Fiolet, avec Gilles Clément, Picardie
82. Saint-Riquier, la renaissance d’une abbaye, dimanche 5 avril 2015, réal. F. Fiolet, Picardie
83. Sion, la colline inspirée, samedi 11 avril 2015, réal. Stéphane Champreux, Lorraine
84. Le lac de Vouglans, dimanche 21 septembre 2014, réal Jean-Marie Dury, Franche-Comté
85. Nogent un balcon sur la Seine, samedi 25 octobre 2014, réal. J-L. André, Champagne-Ardenne
86. Au fil de la Marne, samedi 25 octobre 2014, réal. Pierre Hornberger, Champagne-Ardenne
87. Les chemins de l’art brut, Nord Pas-de-Calais
88. Les batailles de la Pévèle, Nord-Pas-de-Calais
89. Saint-Quentin, l’art de la reconstruction, Picardie
90. La vallée du marbre et de la pierre bleue, Nord-Pas-de-Calais
91. Libre comme l’air, samedi 7 mars 2015, réal. Thomas Cerciat, Franche-Comté
92. Fort de Mutzig, samedi 15 novembre 2014, réal. Guy Wash, Alsace
93. Le Ried, un éden à préserver, samedi 20 septembre 2014, réal. Benoit Lichté, avec Serge Dumont, Christian Muller, Patrick Unterstock, Christian Meyer et Jean et Alexis Albercht, Alsace
94. La vallée des éclusiers, samedi 25 octobre 2014, réal. Roland Muller, Alsace
95. L’abbaye de Fontenay, dimanche 9 novembre 2014, réal. B. Lichté, Bourgogne
96. Au pays de l’or blanc, samedi 1er novembre 2014, réal. C. Rémy, Lorraine
97. Les jardins extraordinaires des Vosges, samedi 23 mai 2015, réal. Yves Entenich, Lorraine
98. Frontière et contrebande, les gorges du Doubs, dimanche 9 novembre 2014, réal. Marc Perroud, Franche-Comté
99. L’appel de la baie, dimanche 18 janvier 2015, réal Anne Mourgues, Nord-Pas-de-Calais-Picardie
100. Du front oublié aux batailles de l’Artois, dimanche 8 novembre 2015, Olivier Sarrasin, Nord-Pas-de-Calais
101. La vie de château en Bourgogne, dimanche 2 novembre 2014, réal. Loïc Mahé
102. Reims 14/18 : renaissance d’une ville martyre, samedi 7 mars 2015, réal. Anne-Charlotte Musset, Champagne-Ardenne
103. Le retour de l’absinthe, dimanche 7 décembre 2014, réal. Dominique Debaralle, Franche-Comté
104. Guédelon, les bâtisseurs de château, dimanche 17 mai 2015, réal. L. Mahé, Bourgogne
105. La roche de Solutré, dimanche 18 janvier 2015, J-M. Dury, Bourgogne
106. Des Romains à Henri Darcy, la route de l’eau…, dimanche 15 mars 2015, réal. Dominique Debaralle, Bourgogne
107. Le canal du nivernais, d’une rive à l’autre, samedi 7 mars 2015, réal. Eric Le Seney, avec Jacques Dupont, Bourgogne
108. Eguisheim, berceau du vignoble alsacien, samedi 13 décembre 2014, réal. Gabriel Meich, Alsace
109. Le jouet en bois, dimanche 14 décembre 2014, réal. Pierre Hornberger, Franche-Comté
110. La saga brassicole de Lorraine, samedi 7 mars 2015, réal. Jean-Luc Marino, Lorraine
111. Troyes : l’andouillette en son royaume, dimanche 17 janvier 2016, réal. Jean-Louis André, Champagne-Ardenne
112. Rameau, un compositeur dijonnais à Versailles, dimanche 19 avril 2015, réal. Jean Berthier, avec Thierry Caens, Éliane Lochot, Christophe Thomet et Patrick Florentin, Bourgogne
113. Au pays des étangs : le Lindre et le Stock, samedi 21 février 2015, réal. Alain Chrétien, Lorraine
114. La vallée de Munster, samedi 9 mai 2015, réal. A. Chrétien, Alsace
115. Le terroir de Champlitte, dimanche 1er mars 2015, réal. L. Mahé, Franche-Comté
116. Le Val d’argent, samedi 18 avril 2015, réal. C. Jarosz, Alsace
117. Plein phares, dimanche 19 avril 2015, réal. F. Fiolet, Nord-Pas-de-Calais
118. L’école de Nancy, samedi 12 septembre 2015, réal. Régis Caël, Lorraine
119. Au château des lumières, dimanche 29 mai 2016, réal. Fabrice Rosaci, Lorraine
120. Un hiver sur la route des crêtes, samedi 7 mars 2015, réal. T. Cerciat, Alsace
121. Tradition potière en Puisaye, dimanche 24 mai 2015, réal. Mireille Hanon, Bourgogne
122. Verdun, entre histoire et légendes, samedi 7 novembre 2015, réal. Régis Latouche, Lorraine
123. La pierre de Bourgogne, dimanche 7 juin 2015, réal. J-M. Dury
124. Essoyes, du côté des Renoir, samedi 24 octobre 2015, réal. A. Chrétien, Champagne-Ardenne
125. Chez le général, samedi 14 novembre 2015, réal. A. Chrétien, Champagne-Ardenne
126. Le pays de Montmédy au cœur de la renaissance, dimanche 17 avril 2016, réal. Steeve J-Noël Pierre, avec Jean Chevalier, Lorraine
127. Grand : sur les traces d’Apollon, samedi 10 octobre 2015, réal. S. Champreux, Lorraine
128. Beauvais, la cathédrale inachevée, dimanche 20 septembre 2015, réal. Dominique Adt, Picardie
129. De l’Isle à Lille, dimanche 27 septembre 2015, réal. Jean-Marc Descamps, Nord-Pas-de-Calais
130. Les clochers comtois, dimanche 4 octobre 2015, réal. G. Lachaux
131. Le Val de Consolation, dimanche 11 octobre 2015, M. Perroud, Franche-Comté
132. Rocroi, l’étoile des Ardennes, dimanche 31 janvier 2016, réal. Olivier Hennegrave, Champagne-Ardenne
133. Thiérache, naturellement, dimanche 24 avril 2016, réal. François Cauwel, Picardie
134. Picardie, berceau de l’archéologie, dimanche 19 juin 2016, réal. F. Cauwel
135. Strasbourg, à l’ombre de sa cathédrale, samedi 3 octobre 2015, réal. B. Litché, Alsace
136. L’Epine, la basilique des champs, samedi 12 décembre 2015, L. Mahé, Champagne-Ardenne
137. La Charité-sur-Loire, la lettre et l’histoire, dimanche 13 septembre 2015, réal. Jean Berthier, Bourgogne
138. Châlons, Venise en Champagne, samedi 26 septembre 2015, réal. Pierre Hornberger, Champagne-Ardenne
139. Au pays des mirabelles, dimanche 20 mars 2016, réal. Jean-Louis André, Lorraine
140. Le Marquenterre, entre terre et mer, dimanche 22 novembre 2015, réal. Denis Guerin, Picardie
141. Château-Chalon, le trésor des abbesses, dimanche 18 octobre 2015, réal. D. Debaralle, Franche-Comté
142. Les charbonniers du Fleckenstein, dimanche 6 mars 2016, réal. Gaby Goubet, Alsace
143. Les Ducs de Bourgogne, dimanche 1er novembre 2015, réal. J-M. Dury
144. Saint-Omer, à la rencontre de l’histoire, dimanche 25 octobre 2015, ral. F. Fiolet, Nord-Pas-de-Calais
145. Arras, cœur d'Artois, dimanche 1er mai 2016, réal. Jean-Marc Descamps, Nord-Pas-de-Calais
146. Ribeauvillé, cité des ménétriers, samedi 28 novembre 2015, réal, T. Cerciat, Alsace
147. La petite Camargue alsacienne, samedi 17 octobre 2015, réal. B. Litché, Alsace
148. La République du Saugeais, dimanche 7 février 2016, réal. Dominique Garing, Franche-Comté
149. La route du coquelicot, samedi 12 novembre 2016, réal. Jean Berthier, Picardie
150. Ermenonville, aux sources du romantisme, dimanche 12 juin 2016, réal. G. Tillard, Picardie
151. Picardie, côte sud, dimanche 22 mai 2016, réal. François Cauwel
152. Le Touquet Paris Plage, la belle centenaire, dimanche 24 janvier 2016, réal. D. Guerin, Nord-Pas-de-Calais
153. Le château du Clos de Vougeot, dimanche 27 septembre 2015, réal. P. Cholbi, Bourgogne
154. Les forts de Besançon, dimanche 14 février 2016, réal. C. Jarrosz, Franche-Comté
155. Luxeuil, le grand bain de l’histoire, dimanche 31 janvier 2016, réal. L. Mahé, Franche-Comté
156. Reims, la cité des sacres, dimanche 28 février 2016, avec C. Rémy, Champagne-Ardenne
157. Au pays du papier, dimanche 9 octobre 2016, réal. Pierre Hornberger, Lorraine
158. Soissons, le grand livre de pierre, dimanche 13 mars 2016, réal. Pierre Verdez, Picardie
159. La renaissance du vignoble lorrain, dimanche 25 octobre 2015, réal. P. Cholbi, Lorraine
160. Autun, capitale gallo-romaine, dimanche 3 avril 2016, réal. J-M. Dury, Bourgogne
161. Mormal, les enfants de la forêt, dimanche 17 avril 2016, réal. Hélène Desplanques, avec Jacquy Delaporte, Jean François Hogne, Olivier Bérlémont, Laurent Bulot et Bernard Pesce, Nord-Pas-de-Calais
162. Étangs et marais en Champagne, dimanche 27 mars 2016, réal. A-C. Musset, Champagne-Ardenne
163. Vézelay, la colline aux mille visages, mardi 21 juin 2016, réal. L. Mahé, Bourgogne
164. Le vignoble de l’Auxerrois, dimanche 6 décembre 2015, réal. P. Cholbi, Bourgogne
165. Étoiles terrestres, génie du verre et magie du cristal, dimanche 15 mai 2016, réal. S. Champreux, Lorraine
166. Le bois et le vin, dimanche 28 février 2016, réal. P. Cholbi, Bourgogne
167. Nogent, au fil des lames, dimanche 5 juin 2016, réal. C. Rémy, Champagne-Ardenne
168. Sur les traces des templiers, dimanche 19 juin 2016, réal. J-L. André, Champagne-Ardenne
169. Le château du Haut-Koenigsbourg, dimanche 12 juin 2016, réal. Alexis et Yannis Metzinger, avec Denis Louchart, Monique Fuchs, Jean-Jacques Schwien et Jacques Fortier, Alsace
170. La petite Saône, dimanche 5 juin 2016, réal. Yves Enterich, Franche-Comté
171. La pierre d'Euville, dimanche 30 octobre 2016, réal. Corinne Toussaint, Lorraine
172. Briey, une cité toujours radieuse, dimanche 30 octobre 2016, réal. J-L. André, Lorraine
173. Dijon, terre de vins, dimanche 24 avril 2016, réal. P. Cholbi, Bourgogne
174. La Bourgogne méconnue, de Tonnerre à Avallon, dimanche 19 juin 2016, réal. L. Mahé
175. Georges Cuvier, la science en héritage, dimanche 12 juin 2016, réal. M. Perroud, Franche-Comté
176. Chantilly : château princier, musée royal, samedi 29 octobre 2016, réal. G. Tillard, Picardie
177. Au fil de la Lys, samedi 8 octobre 2016, réal. G. Tillard, Nord-Pas-de-Calais
178. Douai au fil de la Scarpe, samedi 5 novembre 2016, réal. Stéphane Coens, Nord-Pas-de-Calais
179. Le canton de Vaud, vignoble suisse, dimanche 29 mai 2016, réal. P. Cholbi, Bourgogne
180. Wissembourg, des chevaux à la fête, samedi 22 octobre 2016, réal. G. Wash, Alsace
181. La pierre de soleil des Ardennes, dimanche 16 octobre 2016, réal. A. Chrétien, Champagne-Ardenne
182. Le jardin des sciences de Dijon, samedi 1er octobre 2016, réal. B. Litché, avec Johann Lallemand, Stéphane Puissant, Thierry Langlais et Agnès Fougeron, Bourgogne
183. Les géants des Hauts de France (le meilleur), samedi 19 novembre 2016, réal. F. Fiolet, Nord-Pas-de-Calais-Picardie
184. Espaces naturels en Hauts de France (le meilleur), samedi 26 novembre 2016, réal. F. Fiolet, Nord-Pas-de-Calais-Picardie
185. Au large des Hauts de France (le meilleur), samedi 3 décembre 2016, réal. F. Fiolet, avec Thierry Rysman, Nord-Pas-de-Calais-Picardie
186. Les musées des Hauts de France (le meilleur), samedi 10 décembre 2016, réal. F. Fiolet, avec Thierry Rysman, Nord-Pas-de-Calais-Picardie
187. Les villes du Grand Est (le meilleur), samedi 10 septembre 2016, réal. Sylvain Pierrel, Champagne-Ardenne
188. Savoir-faire (le meilleur), samedi 17 septembre 2016, réal. S. Pierrel, Champagne-Ardenne
189. Eau et nature (le meilleur), samedi 24 septembre 2016, réal. S. Pierrel, Lorraine
190. Les personnages historiques (le meilleur), samedi 17 septembre 2016, réal. S. Pierrel, Alsace
191. Des goûts et des saveurs, samedi 12 novembre 2016, réal. P. Cholbi, Franche-Comté
192. La vie de château (le meilleur), réal. P. Cholbi, avec Arnaud Lefèvre, Franche-Comté
193. Au fil de l’eau (le meilleur), samedi 29 octobre 2016, réal. P. Cholbi, Bourgogne-Franche-Comté
194. Magiciens de la matière, samedi 19 novembre 2016, réal. P. Cholbi, Bourgogne-Franche-Comté
195. Couleurs baie de Somme, samedi 15 octobre 2016, réal. D. Guerin, Picardie
196. La grande Saône, samedi 8 octobre 2016, réal. J-M. Dury, Bourgogne
197. Val d'Usiers : rencontres inattendues, samedi 24 septembre 2016, réal. C. Jarosz, Franche-Comté
198. Saint-Claude, samedi 26 novembre 2016, réal. Jean-Baptiste Benoit, Franche-Comté
199. Chaumont à l’affiche, dimanche 20 novembre 2016, réal. J-L. André, Champagne-Ardenne
200. Le pays de la Petite Pierre, samedi 12 novembre 2016, réal. Stéphane Champreux, Alsace
201. Le Morvan des lacs, samedi 15 octobre 2016, réal. Eric Le Seney, Bourgogne
202. Le rêve Bugatti, samedi 3 décembre 2016, réal. C. Rémy, Alsace
203. Un jour à Vesoul, samedi 7 janvier 2017, réal. Christophe Jarosz, Franche-Comté
204. Les talents du design à Besançon, samedi 4 février 2017, réal. Marc Perroud, Franche-Comté
205. Nos amis les bêtes (Le meilleur), samedi 14 janvier 2017, réal. Pierre Cholbi, Bourgogne/Franche-Comté
206. Une région de constructeur (Le meilleur), samedi 11 février 2017, réal. Pierre Cholbi, Bourgogne/franche-Comté
207. Montreuil-sur-Mer par monts et vallées, samedi 4 février 2017, réal. Denis Guerin, Nord Pas-de-Calais
208. La pays du pain d'épices, samedi 7 janvier 2017, réal. Corinne Toussaint, Alsace